# غركرود (شبخوسلات)
غرکرود (بالفارسية: گرکرود) هي قرية تقع في إيران في قسم شبخوسلات الريفي. يقدر عدد سكانها بـ 1,519 نسمة .